# Мена, Луис
Луис Эрнандо Мена Сепульведа (исп. Luis Hernando Mena Sepúlveda; род. 20 мая 1994 года, Турбо, Колумбия) — колумбийский футболист, полузащитник клуба «Депортиво Перейра».

## Клубная карьера
Мена начал профессиональную карьеру в клубе «Бояка Чико». 15 марта 2009 года в матче против «Америки» из Кали в возрасте 15 лет он дебютировал в Кубке Мустанга. 24 апреля 2011 года в поединке против «Ла Экидада» Луис забил свой первый гол за «Бояка Чико». В том же году он помог клубу выйти в финал Кубка Колумбии. Несмотря на свой юный возраст за шесть сезонов Мена провёл в чемпионате более ста матчей за клуб.
В начале 2016 года он перешёл в «Барранкилью». 14 февраля в матче против «Льянерос» Луис дебютировал за новую команду. В этом же поединке Мена забил свой первый гол за «Барранкилью».
Летом 2016 года Луис перешёл в боливийский «Ориенте Петролеро». 14 августа в матче против «Петролеро» он дебютировал в чемпионате Боливии. В начале 2017 года Мена перешёл в «Депортиво Перейра». 25 февраля в матче против «Орсомарсо» он дебютировал за новую команду.

## Международная карьера
В 2011 году в составе юношеской сборной Колумбии Луис принял участие в юношеском чемпионате Южной Америки в Эквадоре. На турнире он сыграл в матчах против сборных Чили, Венесуэлы, Эквадора, Аргентины, Уругвая, Парагвая и Бразилии.
В 2013 году в составе молодёжной сборной Колумбии Мена выиграл молодёжном чемпионате Южной Америки в Аргентине. На турнире он сыграл в матчах против команд Перу, Аргентины, Парагвая и Чили.
Летом того же года Луис принял участие в молодёжном чемпионате мира в Турции. На турнире он сыграл в матчах против команд Австралии, Турции и Северной Кореи.

## Достижения
Международные
 Колумбия (до 20)
- Чемпионат Южной Америки по футболу среди молодёжных команд — 2013